# Ostrava-Svinov
Ostrava-Svinov – stacja kolejowa w Ostrawie, w kraju morawsko-śląskim, w Czechach przy ulicach Peterkova 79/5, Peterkova 132 oraz przeszklone rozszerzenie przy ulicy Peterkova 107/16. Znajduje się na wysokości 213 m n.p.m.
Otwarta w roku 1847 na C.K. Uprzywilejowanej Kolei Północnej Cesarza Ferdynanda stacja początkowo posiadała klasycystyczny budynek dworcowy, który zaprojektował Karl Hummel. W 1855 stacja uzyskała połączenie do Opawy, a w 1887 do Witkowic. Rozwój przemysłu w Ostrawie z czasem zwiększył ruch, zarówno pasażerski jak i towarowy, w związku z tym budynek dworca rozbudowano znacznie w roku 1895. Ostatniej gruntownej przebudowy i modernizacji obiekt doczekał się w latach 2000-2007. 8 grudnia 1998 budynek dworca został wpisany do rejestru zabytków Republiki Czeskiej.
Jest stacją kolejową o znaczeniu międzynarodowym, największą w regionie, obsługującą około 30000 podróżnych dziennie.
Znajdują się tu 4 perony z pełnym dostępem dla osób poruszających się na wózkach inwalidzkich i dla osób niewidomych. Wyposażone są w elektroniczne systemy informacyjne i komputerowy system zapowiadania pociągów w kilku językach (czeski, angielski i niemiecki).
Na stacji zatrzymują się wszystkie rodzaje pociągów - od osobowych po SuperCity Pendolino. Od miejskiej strony dworca znajduje się duży, przykryty szklanym dachem przystanek autobusowy wyposażony w elektroniczne tablice informacyjne. Połączenie miasta i okolicznych miejscowości z dworcem zapewniają liczne linie autobusowe oraz kilka linii tramwajowych.

## Dawne nazwy[3]
- 1847–1907 Schönbrunn
- 1907–1918 Schönbrunn-Witkowitz
- 1918–1939 Svinov-Vítkovice
- 1939–1942 Schönbrunn-Witkowitz
- 1943–1945 Schönbrunn (Oder)
- 1945–1961 Svinov-Vítkovice
- 1961–1993 Ostrava-Poruba
- od 1993 Ostrava-Svinov